# تپه قلعه کلهرآباد
تپه قلعه کلهر آباد مربوط به دوران‌های تاریخی پس از اسلام است و در شهرستان دیواندره، بخش سارال، روستای کلهر آباد واقع شده و این اثر در تاریخ ۲۴ فروردین ۱۳۸۲ با شمارهٔ ثبت ۸۰۱۷ به‌عنوان یکی از آثار ملی ایران به ثبت رسیده‌است.